# アランボウルギアニア
アランボウルギアニア Arambourgianiaは、ヨルダンの白亜紀後期マーストリヒチアンの地層で発見されたアズダルコ科の翼竜。体格の推定値には諸説あり、アズダルコ科の中でも最大級とする推定と中型とする推定がある。

## サイズ

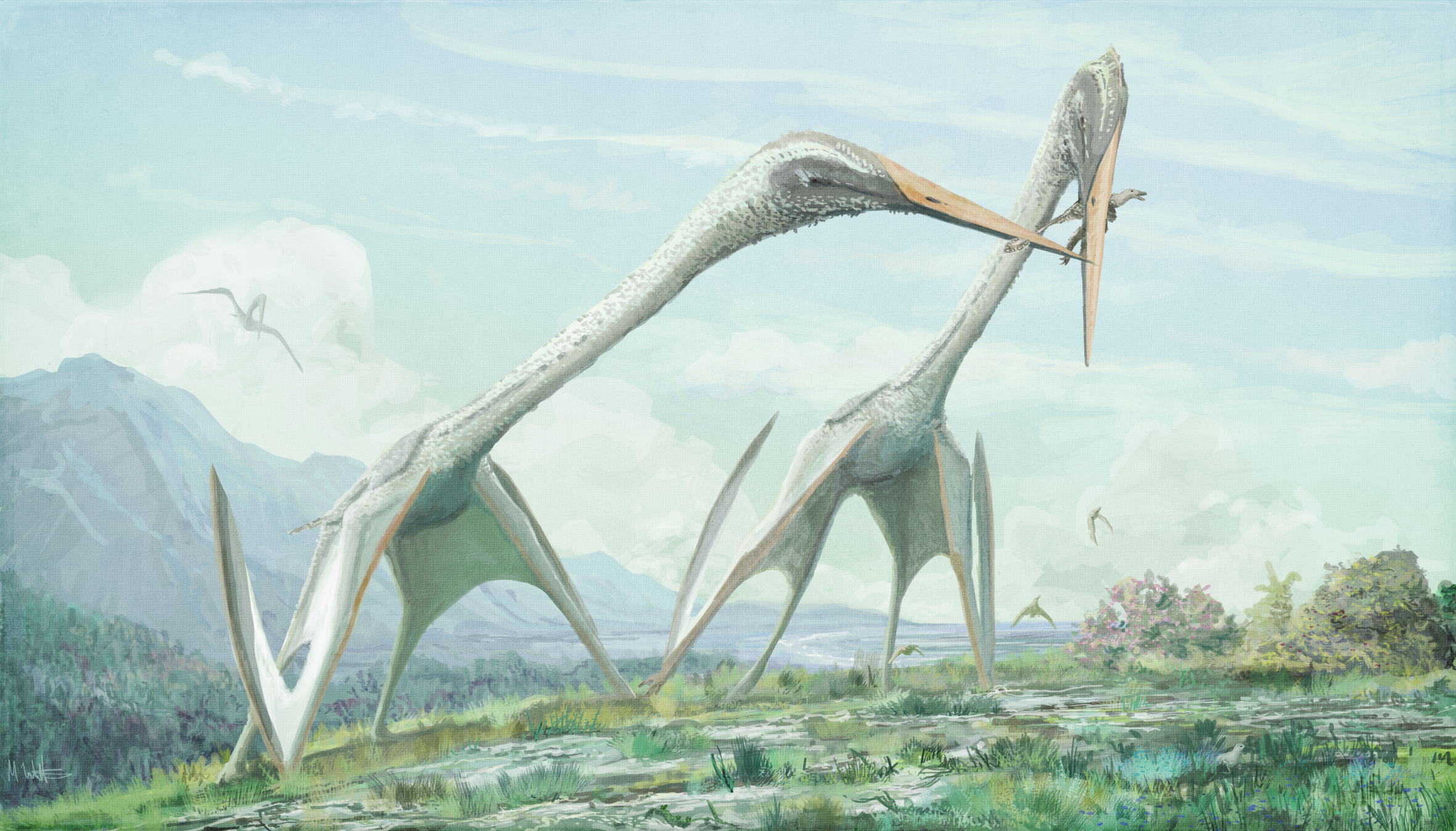
小型獣脚類を奪い合う2頭のアランボウルギアニアの図

ホロタイプ VF 1は非常に伸張した1本の頸椎で、恐らく第5頸椎だと考えられている。出土した標本は長さが約62cmだったが、3つの部分に切断され、中間部分は現在失われている。
化石の大部分は骨内部に充填された鉱物のモールドから成っている。表面の薄い骨の壁はほとんどが失われている。頸椎の後端はもともと見つかっていない。FreyとMartillは、ケツァルコアトルスの第5頸椎の最小軸直径の相対位置と比較し、ホロタイプの失われている後端を含む長さを78cmと推定した。そうして首の長さの合計は、約3mと推測された。この比較的細い脊椎骨の長さを、ケツァルコアトルスの対応する部分の長さ（66cmと推定される）と比較したところ、その比率は1.18倍となる。この比率を全体の大きさに適用すると、アランボウルギアニアの翼開長は12～13mで、ケツァルコアトルスの10～11mを上回る結果となった。これによりアランボウルギアニアは既知の最大の翼竜となった。しかしその後の推定では、最低値では7メートルと推定され、アズダルコ科としては中型の部類に下方修正される。

## 発見

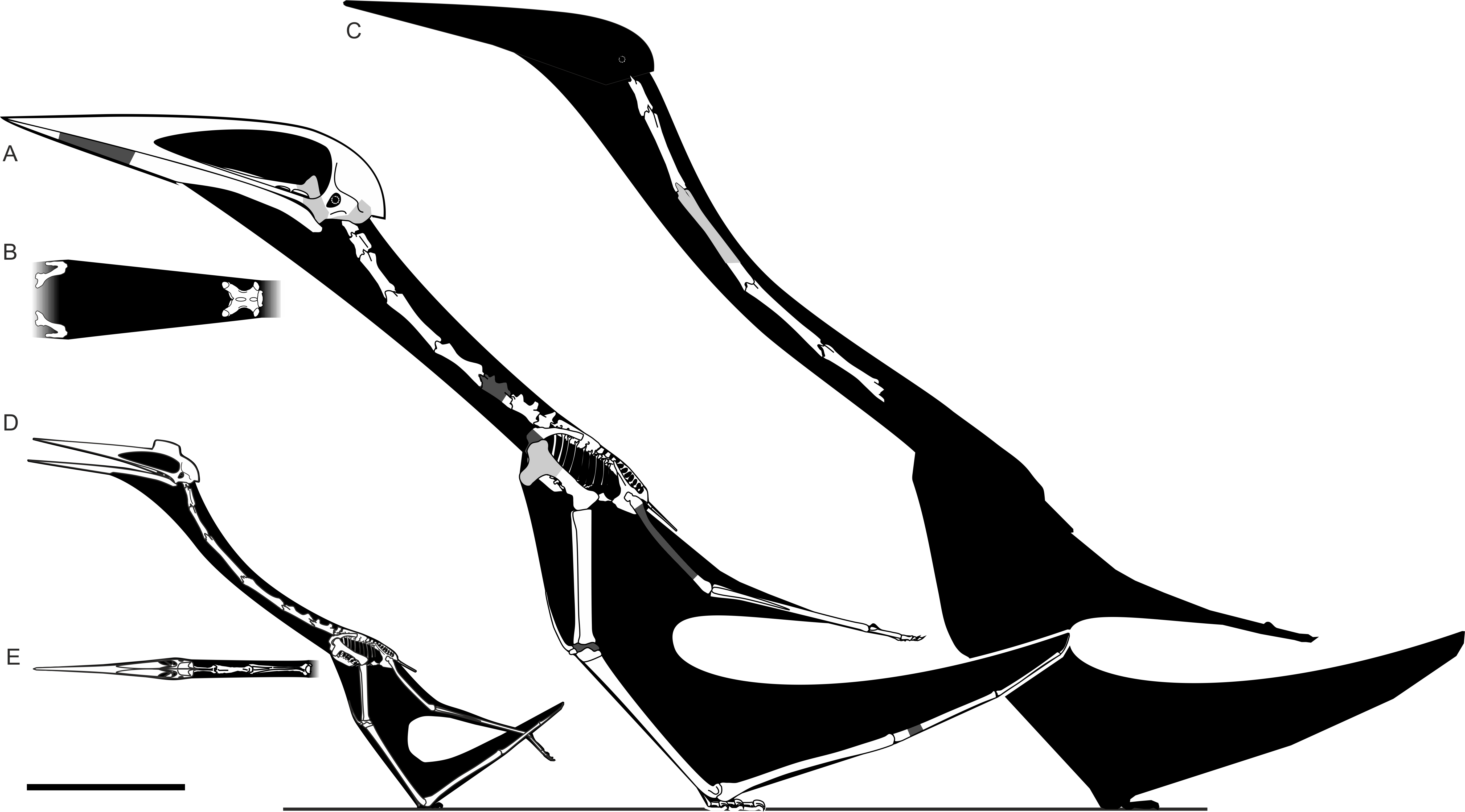
アランボウルギアニア(C)、ハツェゴプテリクス(A)、ケツァルコアトルス sp. (D)の比較。知られている部分はグレーで表されている

1940年代初頭、ルセイファ近辺で鉄道職員がダマスカス・アンマン間の線路近くで60センチメートルほどの長さの化石骨を発見した。1943年、近郊の燐鉱山の現場監督 Amin Kawar がこれを取得し、戦後になってイギリスの考古学者 Fielding にその存在を知らせた。この事は話題になり、アブドゥッラー1世の目にまでとまったが、より重要なのはこれが科学界の知るところとなったことである。
1953年、化石はパリへ送られ、国立科学博物館のカミーユ・アランブール Camille Arambourg が詳しく調べた。1954年、彼はその骨が巨大な翼竜の中手骨であると考えた。1959年、彼は新属新種としてティタノプテリクス・フィラデルフィアエ Titanopteryx philadelphiae を命名記載した。属名は古代ギリシャ語で｢巨大な翼｣を意味し、種小名はアンマンの歴史的な呼び名であるフィラデルフィアに因む。アランブールは複製を造り、燐鉱山に実物を返却したが、後年、そのおかげでその化石はまるごと紛失されたと思われた。
1975年、ダグラス・ローソン Douglas A. Lawson はケツァルコアトルスを研究していた時、ティタノプテリクスの中手骨は実際は頸椎であることに気づいた。

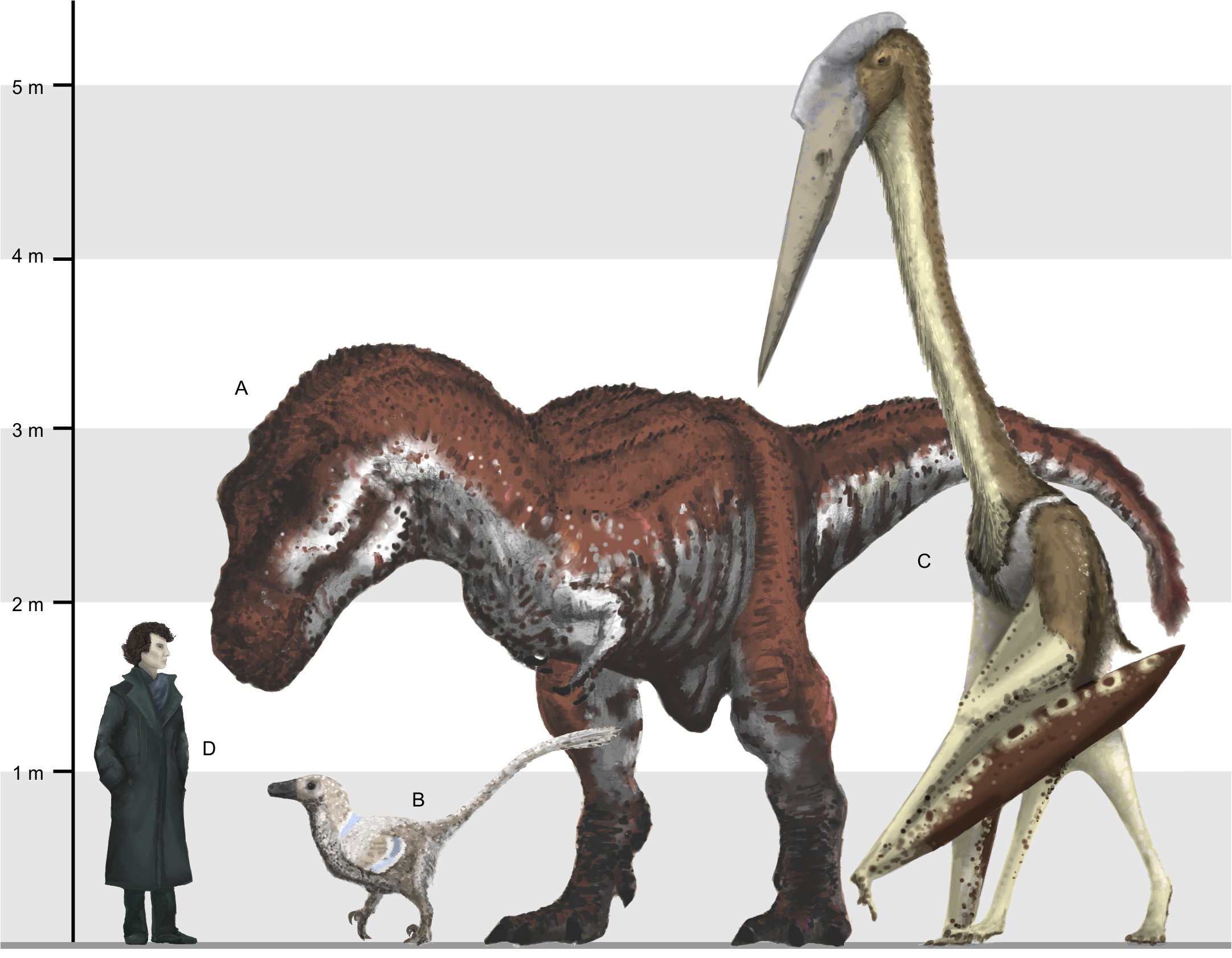
アランボウルギアニアとヒト、ティラノサウルス、バラウルのサイズ比較

80年代になって、ロシアの古生物学者レフ・ネソフ Lev Nesov は、ある昆虫学者からティタノプテリクスという学名は1934年に既にギュンター・エンダーライン Günther Enderlein によってブユの一種に命名されてしまっている事を教えられた。そのため、1987年にアランブールに敬意を表してアランボウルギアニアと改名された。しかし西欧ではその新しい名前は多くのものによって疑問名と判断されていたこともあり、ティタノプテリクスの名が使われ続けた。
1995年、古生物学者デビッド・マーティル David Martill とエバーハード・フリー Eberhard Frey は問題を明らかにするためにヨルダンを訪れた。彼らは、燐鉱山会社の事務所の食器棚のなかに、別の翼竜の小さな脊椎骨、翼の基端と末端を見つけたが、ホロタイプ標本は見つからなかった。しかし彼らがヨーロッパに帰還後、鉱山技術者のRashdie Sadaqah がさらに調査を進め、1996年になってある事実が判明した。地質学者 Hani N. Khouryが1969年に会社からその化石を購入し、1973年にヨルダン大学に寄贈していたのだ。それは大学の研究所のコレクションにまだ残っており、現在マーティルらによる再調査が行われている。
彼らはアランボウルギアニア疑問名説やケツァルコアトルス同一説を否定し、"ティタノプテリクス"という名に関する妥当性を支持した。
ネソフは1984年に、プテラノドン科の下位分類群ということになっていたアズダルコ亜科に分類し、同年、ケヴィン・パディアンはティタノプテリクス科に分類した。しかし両者の説は今では共に使われなくなっており、この系統は現在アズダルコ科であるとするのが一般的である。

## 文献
- Arambourg, C. (1959). "Titanopteryx philadelphiae nov. gen., nov. sp. Ptérosaurien géant." Notes Mém. Moyen-Orient, 7: 229–234
- Frey, E. & Martill, D.M. (1996). "A reappraisal of Arambourgiania (Pterosauria, Pterodactyloidea): One of the world's largest flying animals." N.Jb.Geol.Paläont.Abh., 199(2): 221-247
- Martill, D.M., E. Frey, R.M. Sadaqah & H.N. Khoury (1998). "Discovery of the holotype of the giant pterosaur Titanopteryx philadelphiae Arambourg 1959, and the status of Arambourgiania and Quetzalcoatlus." Neues Jahrbuch fur Geologie und Paläontologie, Abh. 207(1): 57-76
- Nesov, L.A., Kanznyshkina, L.F., and Cherepanov, G.O. (1987). "Dinosaurs, crocodiles and other archosaurs from the Late mesozoic of central Asia and their place in ecosystems." Abstracts of the 33rd session of the All-Union Palaeontological Society, Leningrad, pp. 46–47. [In Russian]
- Steel, L., D.M. Martill., J. Kirk, A. Anders, R.F. Loveridge, E. Frey, and J.G. Martin (1997). "Arambourgiania philadelphiae: giant wings in small halls." The Geological Curator, 6(8): 305-313